# Baraúna (Rio Grande do Norte)
Baraúna é um município brasileiro do estado do Rio Grande do Norte. Localiza-se a uma altitude de 94 metros, na latitude 05º04'48" sul e longitude 37º37'00" oeste, distante 309 quilômetros da capital por via rodoviária. Possui uma área de 825 km². Foi emancipado de Mossoró através da lei estadual nº 5.107, de 15 de dezembro de 1981.

## História
Segundo moradores mais antigos existem três versões sobre a origem do nome Baraúna. Uma delas, é que, Mossoró (cidade vizinha), teve na época um herói por nome de Alexandre Baraúna, batizou-se o então vilarejo por Baraúna em sua homenagem. Uma segunda versão é defendida pelo historiador Luiz da Câmara Cascudo de que este nome veio devido a uma planta por nome de Ibiraúna, cujos moradores dizem que não existe e nunca existiu nos limites do município. Já os moradores defendem que Baraúna nasceu numa localidade que chamava-se "Rancho do Sabiá" e, que o mesmo servia de abrigo para os tropeiros que faziam o percurso Ceará para Mossoró, e estes repousavam sobre o frondoso pé de Sabiá.
A mudança do nome para Baraúna deu-se devido a um Preto Velho conhecido pelo alcunha de Baraúna que, residindo em Mossoró, passava a maior parte do seu tempo nesta região dedicando-se a caça, uma vez que a mesma era farta, pois segundo os mesmos, existia em quantidade onças, porco-do-mato, tamanduás e outros. Em virtude do exposto, o Rancho do Sabiá aos poucos passou a ser chamado de "As terras de Baraúna".
Os primeiros moradores dessa localidade foram os senhores João Batista Dantas e Guilherme Freire. Estes construíram as primeiras casas e desenvolveram as primeiras atividades agropecuárias e outras. Com algumas famílias residindo no local, destacou-se particularmente uma, devido às suas condições financeiras, que aos poucos foram se apropriando de grandes quantidades de terra. Esta família era conhecida como "os Pachêcos" e eram do Ceará, o que veio a gerar conflitos entre essa família e os demais moradores, pois entendiam os demais, que os Pachêcos estavam entrando em terras baraunenses para registrá-las no Ceará.
No ano de 1935, o interventor do estado Rafael Fernandes Gurjão, atendendo a um pedido do Sr. João Batista Dantas, que viajou de Baraúna a Natal a pé, determinou a inspetoria de Fomento de Combate as Secas e, esta através do Pe. Mota, então Prefeito de Mossoró, perfurou o primeiro poço de Baraúna e este fez com que um maior número de pessoas construísse casas em volta desse poço, construindo-se assim um povoado, e o Sr. José Raimundo de Abreu foi um dos maiores incentivadores para o desenvolvimento dessa localidade. Já em 1940 intensificou-se a exploração da madeira, e da região, saiu milhares de dormentes e outras espécies, embora trabalhadas manualmente.
Através da Lei Municipal nº. 889 de 17 de Novembro de 1953 foi criado o Distrito de Baraúna e foi escolhido para o Primeiro ¨subprefeito¨ não oficial o Sr. Francisco Leandro de Medeiros. Já na condição de Distrito de Mossoró, Baraúna toma impulso na Agricultura e seus principais produtos são: Algodão, Milho e Feijão, os quais permanecem até hoje acrescido do Melão, Melancia, Acerola, Caju e outros. Por meio de um plebiscito decidiu-se elevar o Distrito de Baraúna à categoria de município e, pela lei estadual de nº. 5.107 em 15 de dezembro de 1981, finalmente desmembrou-se de Mossoró. E, em 15 de Novembro de 1982 Baraúna elege o Sr. José Holanda Montenegro casado com Raimunda da Silva Montenegro, para ser o seu primeiro Prefeito que ficou no cargo por seis anos.
A segunda administração, foi chefiada por José Bezerra (PMDB) 1988 - 1992. Em seguida veio José Araújo Dias (PFL) 1993 - 1996,  posteriormente foi eleito o professor Francisco Gilson de Oliveira (neto de Francisco Leandro de Medeiros)(PFL)1996 - 2004, cassado por improbidade administrativa em Março de 2004 deu lugar assim,  a José Araújo Dias (DEM) do qual o mesmo também foi cassado em Janeiro de 2007. Assim, Aldivon Nascimento(PR)2007-2008 e 2009-2012 assumiu a prefeitura da cidade.

## Geografia
De acordo com a divisão do Instituto Brasileiro de Geografia e Estatística (IBGE) vigente desde 2017, Baraúna pertence às regiões geográficas intermediária e imediata de Mossoró. Até então, com a vigência das divisões em microrregiões e mesorregiões, o município fazia parte da microrregião de Mossoró, dentro da mesorregião do Oeste Potiguar. A área territorial é de 825,681 km², ocupando 1,5635% da superfície estadual. Baraúna dista 314 quilômetros (km) de Natal, capital do estado, e 2 303 km de Brasília, capital federal. Limita-se a leste com Mossoró, a sul com Governador Dix-Sept Rosado e o estado do Ceará nas demais direções, sendo a norte com Aracati e a oeste com Quixeré e Jaguaruana.

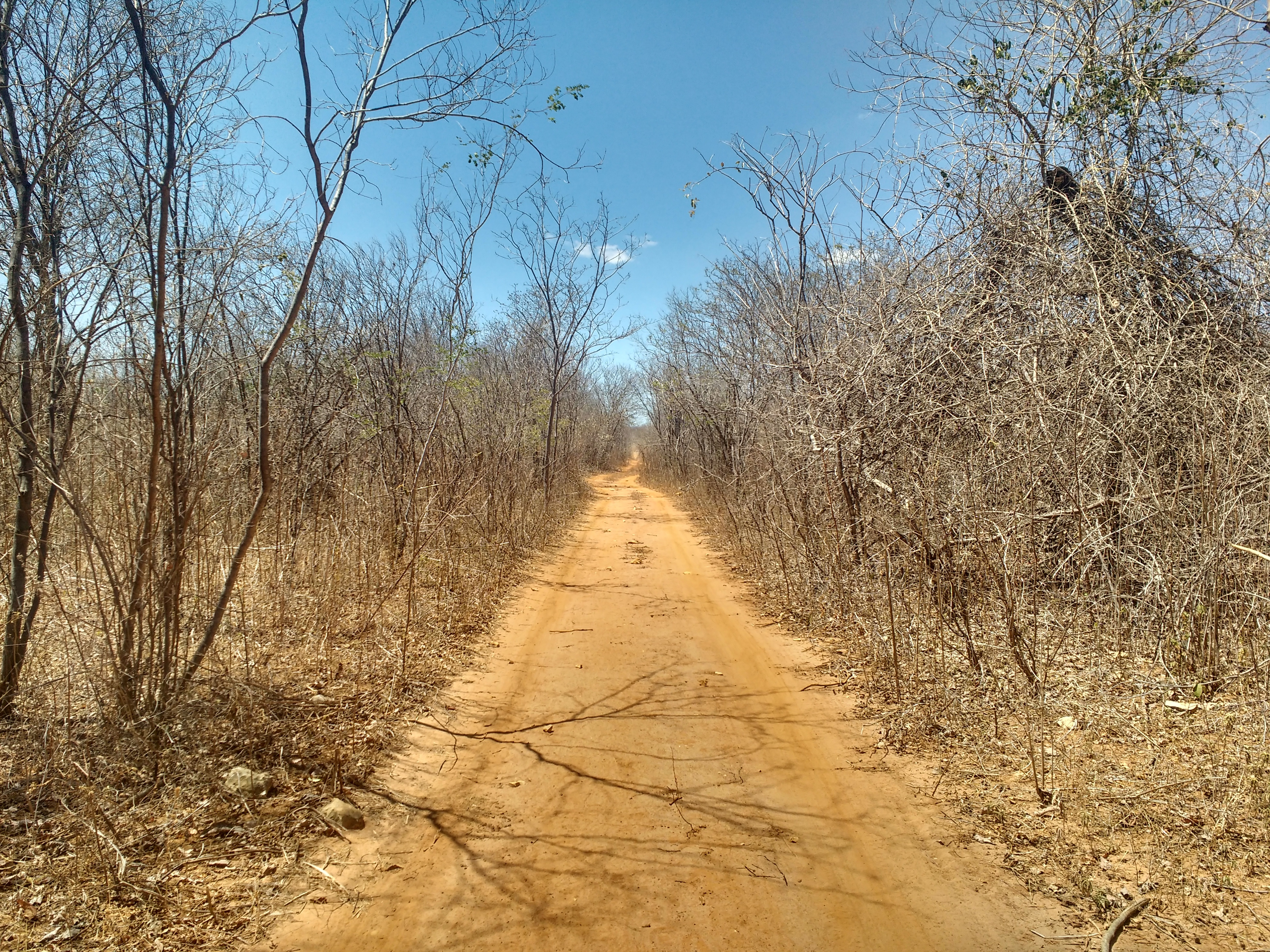
A caatinga, vegetação típica do município, no interior do Parque Nacional da Furna Feia, durante a estação seca

O relevo de Baraúna, com altitudes de até duzentos metros, está inserido na Depressão Sertaneja, com terrenos planos ligeiramente elevados, formados durante a Idade Cretácea Superior, há cerca de oitenta milhões de anos. O território baraunense pertence à Formação Jandaíra, com a predominância de calcário, com exceção das partes nordeste e leste, que estão inseridas no Grupo Barreiras, formado por arenito e cascalho. O solo predominante é o cambissolo, com textura formada por argila, boa drenagem e nível de fertilidade de médio a alto, coberto por uma vegetação de pequeno porte, a caatinga, com espécies que perdem suas folhas na estação seca.
Baraúna abriga a maior parte do Parque Nacional da Furna Feia, criado em 5 de junho de 2012 por decreto presidencial, na comemoração do Dia Mundial do Meio Ambiente, e administrado pelo Instituto Chico Mendes de Conservação da Biodiversidade (ICMBio). É a primeira unidade de conservação do Rio Grande do Norte na categoria de parque nacional, com quase 8 500 ha de área. O parque possui a maior concentração de cavernas do Brasil, ultrapassando duzentas, e foi criado com o objetivo de preservar biodiversidade local, que possui catalogadas ao menos 105 espécies de plantas, 101 de aves, 23 de mamíferos e onze espécies de répteis.
Cortado pelos riachos Cabelo Negro, Grande e Córrego de Pedras, Baraúna possui a maior parte do território (56,22%) inserido na faixa norte de escoamento difuso e o restante (43,78%) na bacia hidrográfica do Rio Apodi-Mossoró. O clima é semiárido, com temperaturas elevadas e chuvas concentradas no primeiro semestre. Desde 1962, de acordo com dados da Empresa de Pesquisa Agropecuária do Rio Grande do Norte (EMPARN), o maior acumulado de chuva em 24 horas registrado em Baraúna alcançou 147,5 mm em 23 de março de 2008. O recorde mensal pertence a abril de 1985, com 793,4 mm, enquanto o maior acumulado anual ocorreu no mesmo ano, com 2 662,2 mm. Desde novembro de 2018, quando entrou em operação uma estação meteorológica automática da EMPARN no município, a menor temperatura ocorreu na madrugada do dia 21 de agosto de 2019 (17 °C) e a maior na tarde de 29 de outubro de 2021 (38,9 °C).
| Dados climatológicos para Baraúna                                                               | Dados climatológicos para Baraúna | Dados climatológicos para Baraúna | Dados climatológicos para Baraúna | Dados climatológicos para Baraúna | Dados climatológicos para Baraúna | Dados climatológicos para Baraúna | Dados climatológicos para Baraúna | Dados climatológicos para Baraúna | Dados climatológicos para Baraúna | Dados climatológicos para Baraúna | Dados climatológicos para Baraúna | Dados climatológicos para Baraúna | Dados climatológicos para Baraúna |
| Mês                                                                                             | Jan                               | Fev                               | Mar                               | Abr                               | Mai                               | Jun                               | Jul                               | Ago                               | Set                               | Out                               | Nov                               | Dez                               | Ano                               |
| ----------------------------------------------------------------------------------------------- | --------------------------------- | --------------------------------- | --------------------------------- | --------------------------------- | --------------------------------- | --------------------------------- | --------------------------------- | --------------------------------- | --------------------------------- | --------------------------------- | --------------------------------- | --------------------------------- | --------------------------------- |
| Temperatura máxima recorde (°C)                                                                 | 37,9                              | 37,8                              | 36,5                              | 35                                | 34,3                              | 35,6                              | 36,9                              | 36,9                              | 37,2                              | 38,9                              | 38,4                              | 37,6                              | 38,9                              |
| Temperatura mínima recorde (°C)                                                                 | 21                                | 20,8                              | 21,7                              | 21,3                              | 18,7                              | 18,4                              | 17,4                              | 17                                | 18,3                              | 18,7                              | 20                                | 19,7                              | 17                                |
| Precipitação (mm)                                                                               | 62,3                              | 116,5                             | 183,1                             | 201,8                             | 112,7                             | 50                                | 36,2                              | 6,6                               | 3,6                               | 3,3                               | 2,8                               | 17,3                              | 796,2                             |
| Fonte: EMPARN (recordes de temperatura: 01/11/2018-presente; médias de precipitação: 1962-2020) |                                   |                                   |                                   |                                   |                                   |                                   |                                   |                                   |                                   |                                   |                                   |                                   |                                   |

## Demografia
A população de Baraúna no censo demográfico de 2022 era de 26 913 habitantes, sendo o vigésimo-primeiro município em população do Rio Grande do Norte (de 167) e o 1 252° do Brasil (dentre 5 565), apresentando uma densidade demográfica de 29,29 hab./km². De acordo com este mesmo censo, 62,9% dos habitantes viviam na zona urbana e 37,1% na zona rural. Ao mesmo tempo, 50,74% da população eram do sexo masculino e 49,26% do sexo feminino, tendo uma razão de sexo aproximada de 103 homens para cada mil mulheres. Quanto à faixa etária, 64,67% da população tinham entre 15 e 64 anos, 29,81% menos de quinze anos e 5,52% 65 anos ou mais. Conforme pesquisa de autodeclaração do mesmo censo, 58,17% dos habitantes eram pardos, 32,91% brancos, 5,46% pretos e 3,33% amarelos.
Todos os habitantes eram brasileiros natos, sendo que 63,88% eram naturais do próprio município. Dentre os naturais de outras unidades da federação, os estados com o maior percentual de residentes eram o Ceará (5,8%), a Paraíba (3,53%) e São Paulo (0,28%). Ainda segundo o mesmo censo, 75,69% dos habitantes eram católicos apostólicos romanos e 17,22% protestantes; outros 6,9% não tinham religião, 0,13% não souberam e 0,06% não possuíam religião determinada. A Paróquia de Baraúna, que tem como padroeira Nossa Senhora das Graças, foi criada em 27 de novembro de 2008, desmembrando-se da Paróquia de São João Batista, em Mossoró. Existem também alguns credos protestantes ou reformados, sendo eles: Assembleia de Deus, Congregação Cristã do Brasil, Deus é Amor, Igreja Adventista do Sétimo Dia, Igreja Presbiteriana e Igreja Universal do Reino de Deus.
O Índice de Desenvolvimento Humano (IDH-M) do município é considerado baixo, de acordo com dados do Programa das Nações Unidas para o Desenvolvimento (PNUD). Segundo dados do relatório de 2010, divulgados em 2013, seu valor era 0,574, estando na 142ª posição a nível estadual e na 4 164ª colocação a nível nacional. Considerando-se apenas o índice de longevidade, seu valor é 0,756, o valor do índice de renda é 0,562 e o de educação 0,446. No período de 2000 a 2010, a proporção de pessoas com renda domiciliar per capita de até R$ 140 caiu 29,24%, ao passo que o índice de Gini, que mede a desigualdade social, caiu de 0,552 para 0,432. Em 2010, 70,76% da população viviam acima da linha de pobreza, 16,03% entre as linhas de indigência e de pobreza e 13,21% abaixo da linha de indigência. No mesmo ano, os 20% mais ricos detinham 47,42% do rendimento total municipal, enquanto os 20% mais pobres apenas 4,28%.

## Organização Político-Administrativa
Sendo um município do Brasil, Baraúna é administrada por dois poderes, o executivo e o legislativo, independentes e harmônicos entre si. O primeiro é representado pelo prefeito, auxiliado pelo seu gabinete de secretários e eleito pelo voto popular para um mandato de quatro anos, sendo permitida uma única reeleição para mais um mandato consecutivo, enquanto que o segundo é representado pela Câmara Municipal de Baraúna, órgão colegiado de representação dos munícipes que é composto por vereadores também eleitos por sufrágio universal.
As atuais autoridades que ocupam cargos da organização político-administrativa de Baraúna são as seguintes (data: 1º de janeiro de 2024):
- Prefeita: Maria Divanize Alves de Oliveira - PSD (2021/-)[30]
- Vice-prefeito: Marcos Antônio de Sousa - MDB (2021/-)[30]
- Presidente da Câmara: Fabricio de Sousa Carvalho - PSD (2023/-)[31]